# Sukumar Ray

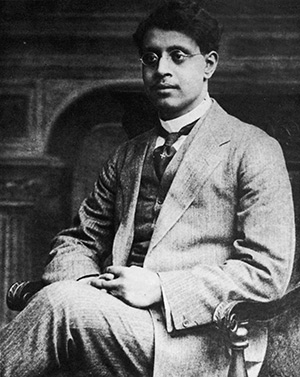
Sukumar Ray

Sukumar Ray (bengalisch: সুকুমার রায়, Sukumār Rāẏ; * 30. Oktober 1887 in Kolkata; † 10. September 1923 ebenda) war ein bengalischer indischer Kinderautor, Illustrator und Herausgeber. Er ist insbesondere als Dichter bengalischer Nonsense-Verse bekannt.

## Biografie
Sukumar Ray wurde als Sohn des Kinderbuchautors Upendrakishore Raychaudhuri geboren. Er wuchs in engem Kontakt zur Bildungselite der ausgehenden bengalischen Renaissance auf, sein Vater war mit Rabindranath Thakur, Jagadish Chandra Bose und Prafulla Chandra Roy befreundet. Im Alter von acht Jahren schrieb er sein erstes Gedicht Nadi; sein zweites Tick, Tick, Tock veröffentlichte sein Vater 1896 in der Kinderzeitschrift Mukul. Upendrakishore begann ein Geschäft als Blockmacher (Zeichenblöcke etc.) unter der Firma M/s U. Ray & Sons, in der Sukumar und sein Bruder Subinay das Handwerk lernten.
1906 graduierte Sukumar Ray „mit honours“ in Physik und Chemie vom Presidency College in Kolkata. Während seiner Studienzeit beschäftigte er sich mit Schauspiel und humoristischen Gedichten. Er ging 1911 nach England, wo er Fotografie und Drucktechnik lernte und einer der ersten Inder war, die sich mit Fotografie und Lithografie beschäftigten. Aus dieser Arbeit heraus betätigte er sich auch als Illustrator. Während seiner Zeit in England erweiterte sein Vater das Druck- und Verlagsgeschäft und begann mit der Herausgabe der Kinderzeitschrift Sandesh. Einige Monate nach Sukumars Rückkehr aus England im Jahre 1914 starb sein Vater und er übernahm das Geschäft und die Herausgabe der Zeitschrift gemeinsam mit seinem jüngeren Bruder.
Er gab mehrere Bände mit Nonsense-Gedichten und Kinderreimen in bengalischer Sprache mit eigenen Illustrationen heraus, die schwer in andere Sprachen zu übertragen sind, ohne ihre surreale Bildhaftigkeit einzubüßen. Sein letztes, wenige Tage vor seinem Tod erschienene Werk Abol Tabol ist sein bekanntestes und gehört noch heute zu den beliebtesten Werken bengalischer Kinderliteratur.
Sukumar Ray starb an einer schweren Leishmaniose-Infektion, die ihn bereits einige Jahre an den Rollstuhl band. 1987, anlässlich seines 100. Geburtstages drehte sein einziger Sohn, der Filmregisseur Satyajit Ray, eine Dokumentation über ihn.

## Werke
- Abol tabol
- Pagla Dashu
- Khai-Khai
- Heshoram Hushiyarer Diary
- HaJaBaRaLa
- Jhalapala O Onanyo Natok
- Lakkhaner Shoktishel
- Chalachittachanchari
- Shabdakalpadrum